# 中崎英也
中崎 英也（なかざき ひでや、1959年2月26日 - ）は、日本の作曲家、編曲家、音楽プロデューサー。
東京都出身。1980年に、バンド「WITH」のメンバーとしてキングレコードからデビュー。1985年にWITHが解散した後は、作曲家やプロデューサーとして活動している。

## ディスコグラフィ

### シングル
| #              | 発売日         | タイトル                       | B面             | 規格           | 規格品番       |
| キングレコード | キングレコード | キングレコード                 | キングレコード  | キングレコード | キングレコード |
| -------------- | -------------- | ------------------------------ | --------------- | -------------- | -------------- |
| 1st            | 1981年4月      | 愚奴楽                         | HAVE A NICE DAY | EP             | K07S-172       |
| CBS・ソニー    |                |                                |                 |                |                |
| 2nd            | 1984年11月1日  | 胸さわぎ                       | 月の岸辺        | EP             | 07SH-1583      |
| 3rd            | 1985年8月25日  | 逢いたくて (早春物語)          | Rain            | EP             | 07SH-1678      |
| 4th            | 1985年10月21日 | 恋は微熱                       | あと5分         | EP             | 07SH-1709      |
| 5th            | 1987年2月26日  | 別れのブルー                   | 遠すぎた夏      | EP             | 07SH-1879      |
| wea japan      |                |                                |                 |                |                |
| 6th            | 1994年2月25日  | SECRET LOVE radio edit version | RAILROAD        | 8cmCD          | WMD3-3035      |

### アルバム

#### オリジナル・アルバム
|             | 発売日         | タイトル    | 規格        | 規格品番    |
| CBS・ソニー | CBS・ソニー    | CBS・ソニー | CBS・ソニー | CBS・ソニー |
| ----------- | -------------- | ----------- | ----------- | ----------- |
| 1st         | 1985年8月25日  | 一千一夜    | LP          | 28AH-1906   |
| 1st         | 1985年10月21日 | 一千一夜    | CD          | 32DH-283    |
| 2nd         | 1987年2月26日  | WATER BLUE  | LP          | 28AH-2147   |
| 2nd         | 1987年2月26日  | WATER BLUE  | CD          | 32DH-620    |
| wea japan   |                |             |             |             |
| 3rd         | 1993年2月25日  | BLUE DAYS   | CD          | WMC3-33     |
| 4th         | 1994年3月25日  | SHADOW PLAY | CD          | WMC3-46     |

### タイアップ一覧
| 曲名            | タイアップ                                     | 収録作品             |
| --------------- | ---------------------------------------------- | -------------------- |
| 愚奴楽          | 東宝映画『フリテンくん』主題歌                 | シングル「愚奴楽」   |
| HAVE A NICE DAY | 東宝映画『フリテンくん』主題歌                 | シングル「愚奴楽」   |
| 胸さわぎ        | 明星『青春という名のラーメン』イメージ・ソング | シングル「胸さわぎ」 |

## プロデュースした主なアーティスト
- 今井優子
- 清貴
- 小柳ゆき
- 米米CLUB
- 鈴木雅之
- HAKUEI（PENICILLIN）
- 爆風スランプ
- bkoz

## 提供作品

### あ行
- 逢川まさき
  - 「夜の虹」
  - 「しあわせの借り」
- 浅香唯
  - 「Believe Again」
- 網浜直子
  - 「恋は微熱」
- 新居昭乃
  - 「ベルデセルバ戦記」
- アン・ルイス
  - 「WOMAN」
  - 「欲望」
  - 「Finish!!」
  - 「夜に傷ついて」
  - 「VIRGIN LAND」
- R 
  - 「Still」
- 五十嵐いづみ
  - 「素直になれなくて」
- 池田聡
  - 「月の舟」
- 石川秀美
  - 「もっとJe-Vous-aim」
- 伊藤つかさ
  - 「謎のアンドロメダ〜異次元からの帰還」
- 稲垣潤一
  - 「1・2・3」
  - 「Misty Blue」
- 井上昌己
  - 「どんなふうにこの夜は終わるのだろう」
- 今井美樹
  - 「頬に風」
  - 「オレンジの河」
  - 「ポールポジション」
  - 「クラブ・ロンリーハーツ・エキゾティカ」
  - 「静かにきたソリチュード」
  - 「セカンド・エンゲージ」
  - 「カリビアン・ブルーの夜明け」
- 今井優子
  - 「HOTEL TWILIGHT」
  - 「殺したいほどTONIGHT」
- AIRMAIL from NAGASAKI
  - 「メロスのように 〜LONELY WAY〜」
- 大野幹代
  - 「震える決心」
  - 「理由」
- 岡本舞子
  - 「素敵なフラッパー」
- 小川範子
  - 「涙をたばねて」
  - 「こわれる」
- 荻野目洋子
  - 「恋してカリビアン」
- 奥井雅美
  - 「I WAS BORN TO FALL IN LOVE」（作曲・編曲）
  - 「FULL UP MIND」（作曲・編曲）
- 織田裕二
  - 「OVER THE TROUBLE」

### か行
- KinKi Kids
  - 「ユキノキャンパス」
- 工藤静香
  - 「優」
- 倖田來未
  - 「anytime」
- 國府田マリ子
  - 「夏の果て」（作曲・編曲）
  - 「愛のCrazyエプロン」（作曲・編曲）
  - 「どうしよう」（作曲）
- 小島裕樹
  - 「LOVE」（作曲・編曲）
- 小柳ゆき
  - 「あなたのキスを数えましょう 〜You were mine〜」（作曲・編曲）
  - 「the place for two mind」
  - 「boy」
  - 「Shinin' day」（作詞・作曲）
  - 「I don't wanna be crazy」（作詞・作曲・編曲）
  - 「a gap of heart」（作曲・編曲）
  - 「infinity」(作詞・作曲・編曲)
  - 「be tomorrow」（作曲・編曲）
  - 「ア・カ・シ」（作曲・編曲）

### さ行
- G・GRIP
  - 「6番目のEyes」
  - 「週末のBlue, 太陽のBlue」
  - 「I'll come」
  - 「Winners」
- 島田奈美
  - 「ガラスの幻想曲（ファンタジー）」
- シュークリームシュ
  - 「BAT MAN」

- SHOWTA.
  - 「ひとしずく」
- 少女隊
  - 「素直になってダーリン」
  - 「渚のダンスパーティー」
  - 「Bye-Byeガール」
  - 「ハレーロマンス」
  - 「チェリームーンで踊らせて」
- 少年隊
  - 「FRIDAY NIGHT」
  - 「My Dear Mrs. Las Vegas」
- 杉浦幸
  - 「初めまして」
- 鈴木雅之
  - 「もう涙はいらない」
  - 「冗談じゃないぜ」
  - 「きらいだよ」
  - 「嘆きのマリア」
  - 「違う、そうじゃない」
  - 「そばにいて」
  - 「どうしようもない」
  - 「決断」
  - 「絆」
- 瀬能あづさ
  - 「あなたじゃなければ」

### た行
- 丹下桜
  - 「Wherever you are」
- 富田靖子
  - 「哀しみは月にかえて」
- トミーズ雅
  - 「キスしてキスして」

### な行
- 中村雅俊
  - 「70年代」
- 中村容子
  - 「夏色マイハート」
- 中山美穂
  - 「遠い街のどこかで…」
  - 「Silent Night」
- 西村知美
  - 「君は流れ星」
  - 「銀河の少年」
- 仁藤優子
  - 「秋からのSummer Time」

### は行
- 爆風スランプ
  - 「週刊東京『少女A』」
  - 「東京アンギラス」
  - 「よい」
  - 「涙の陸上部」
  - 「うわさに、なりたい」
  - 「美人天国」
  - 「青春の役立たず」
  - 「愛がいそいでる」
  - 「恋の終わりはいつも」
  - 「天国レイン」
- 葉月里緒菜
  - 「DOIN' THE DOING -彼は無我夢中-」
- 原田知世
  - 「早春物語」
- BaBe
  - 「I Don't Know!」
  - 「Get a Chance!」
- 堀ちえみ
  - 「紅（スカーレット）白書」
- 本田美奈子
  - 「SHANGRI-LA」

### ま行
- 松本典子
  - 「天使が棲む島」
  - 「夜明けまでのマーメイド」
  - 「初恋十二単」
  - 「春から小町」
  - 「たったひとりの恋人」
  - 「想い出にしたかった」
- 森川美穂
  - 「淋しいから言えないから」
  - 「クォーターの理由」
- 森口博子
  - 「上級生」
- 美空ひばり
  - 「もやい酒」
  - 「女は昨日のために男は明日のために」
- 宮里久美
  - 「夜明けのウィスパ－」
  - 「白いセンターライン」
  - 「夢みるマグネット」
  - 「アレルギー」

### や行以降
- 八代亜紀
  - 「愛を信じたい」
- 山本達彦
  - 「Man＋Woman＝100%」
- レベッカ
  - 「恋するおもちゃ」
- 和田加奈子
  - 「誕生日はマイナス1」

## WITH
中崎英也がかつて在籍したグループWITH（ウィズ）について、以下のようなシングルが発表されており、それぞれのシングル発売時のメンバーは、以下のとおりである。
- スーパーヒーロー c/w ドリームシティー（1980年、キング・レコード、GK401）
  - スーパーヒーロー（牧晴美：作詩、河野士洋：作曲、河野士洋・WITH：編曲）
  - ドリームシティー（牧晴美：作詩、中崎英也：作曲、河野士洋・WITH：編曲）
    - メンバー：中崎英也（ボーカル、ギター）、杉山卓夫（キーボード）、桝井要（ベース）、丸山浩志（ドラム）、古村利彦（サックス）

  - '80国際サーカスフェスティバル記念盤
- Man+Woman=100%  c/w Sweet Darlin'（1982年2月1日、東芝EMI、ETP-17278）
  - Man+Woman=100%（柴山薫作詩、中崎英也作曲、WITH編曲）
  - Sweet Darlin'（中崎英也作詩・作曲、WITH編曲）
    - メンバー：中崎英也（リード・ギター、ボーカル）、杉山卓夫（キーボード）明石達彦（ドラムス）、竹沢訓（ベース）
    - ディレクター：K. YONEDA、エンジニア：T. ITOH

  - 東芝EMIエキスプレス'81シンガー・ソングライター・コンテスト　グランプリ受賞グループ

その他、次の作品が確認できる。
- 抱かれて眠れ　c/w　流されるままに（1982年9月1日、東芝EMI、ETP-17382）
  - 抱かれて眠れ（柴山薫作詩、中崎英也作曲、WITH編曲）
  - 流されるままに（杉山卓夫・中崎英也作詩、中崎英也作曲、WITH編曲）
    - メンバーは、4人の写真が掲載されているが、名前は記載なし。前シングルからドラムスが坂口良治に変わっている可能性あり。また、このシングル後、竹沢訓が脱退している可能性もある。
- WITH YOU（1982年9月1日、東芝EMI、ETP-40148）
  - 収録曲
    - A1：	Oh! Jinny（柴山薫作詩、中崎英也作曲、WITH編曲）
    - A2：	Man + Woman = 100%（柴山薫作詩、中崎英也作曲、WITH編曲）
    - A3：	Remain 3 Minutes（柴山薫作詩、中崎英也作曲、WITH編曲）
    - B1：	抱かれて眠れ（柴山薫作詩、中崎英也作曲、WITH編曲）
    - B2：	Sweet Darlin'（中崎英也作詩・作曲、WITH編曲）
    - B3：	ベルが鳴るまで（柴山薫作詩、中崎英也作曲、WITH編曲）
    - メンバーは、シングル「抱かれて眠れ」と同じ写真が掲載されているが、名前の記載は同様になし。